# Maitland (Florida)
Maitland is een plaats (city) in de Amerikaanse staat Florida, en valt bestuurlijk gezien onder Orange County.
In Maitland wordt jaarlijks het filmfestival van Florida gehouden.

## Demografie
Bij de volkstelling in 2000 werd het aantal inwoners vastgesteld op 12.019.
In 2006 is het aantal inwoners door het United States Census Bureau geschat op 14.172, een stijging van 2153 (17.9%).

## Geografie
Volgens het United States Census Bureau beslaat de plaats een oppervlakte van
14,7 km², waarvan 12,0 km² land en 2,7 km² water.

## Plaatsen in de nabije omgeving
De onderstaande figuur toont nabijgelegen plaatsen in een straal van 8 km rond Maitland.